# Били Тигржи
«Би́ли Ти́гржи Ли́берец» (чеш. Bílí Tygři Liberec — «Белые тигры из Либерца») — чешский хоккейный клуб из города Либерец. Выступает в Экстралиге. Домашний стадион клуба — «Хоум Кредит Арена», вместимостью 7500 зрителей.

## История
После Второй мировой войны в Либерце было три хоккейных клуба. В 1956 году два клуба объединились под названием «Локомотив» (чеш. Lokomotiva Liberec). В 1961 году команда изменила название на «Стадион Либерец» (чеш. Stadion Liberec).
С 60-х по 90-е годы команда выступала во втором и третьем по уровню чехословацких дивизионах — первом и втором дивизионе.
В 1994 году местная строительная компания Syner начала спонсировать команду. В 1995 году команда вышла в Первый дивизион. В 2000 году клуб изменил название на «Били Тигржи». Целью становится попадание в Чешскую экстралигу в следующих сезонах.
В 2002-м году команда вышла в Экстралигу, выиграв переходную серию у ХК «Кладно».
В 2005-м году клуб впервые попал в плей-офф и завоевал первые в своей истории медали — бронзовые. В 2007-м году «Били Тигржи» потворили достижение 2-х летней давности, став бронзовым призёром чемпионата. После 3-х лет неудач, с 2013 по 2015 годы, когда команда была аутсайдером Экстралиги, начался самый успешный период в истории клуба. В 2016 году «Били Тигржи» стали чемпионами Экстралиги, в 2017, 2019 и 2021 годах становились серебряными призёрами. В настоящее время клуб остаётся одним из лидеров чешской Экстралиги.

## Прежние названия
- 1956 — ТЕ Локомотив Либерец (чеш. TJ Lokomotiva Liberec)
- 1961 — ТЕ Стадион Либерец (чеш. TJ Stadion Liberec)
- 1970 — ТЕ ПС Стадион Либерец (чеш. TJ PS Stadion Liberec)
- 1990 — ХК Стадион Либерец (чеш. HC Stadion Liberec)
- 1994 — ХК Либерец (чеш. HC Liberec)
- 2000 — Били Тигржи Либерец (чеш. Bílí Tygři Liberec)

## Достижения
Чемпион Экстралиги 2016
  Серебряный призер Экстралиги 2017, 2019, 2021
  Бронзовый призер Экстралиги 2005, 2007